# Dizaster
Dizaster (справжнє ім'я: Башир Ягамі; нар. 29 червня 1984, Лос-Анджелес, Каліфорнія,  США) — американський батл-репер ліванського походження.

## Біографія
Батьки Dizaster'a — вихідці з Лівану. Він відомий також під ім'ям Башир Бакалакадака. У 1980-х сім'я Башира переїхала в Ліван, в 1990-х після громадянської війни в країні повернулася в США. Писати реп Башир почав ще в Лівані, потім в США почав брати участь в реп-батлах. Школу Башир часто прогулював, а під кінець взагалі кинув. Замість цього він підробляв від випадку до випадку. Щоб вистачало на життя і на запис своїх треків в студії, влаштувався працювати таксистом, попередньо склавши іспити для отримання прав. Свої перші треки записав в 16 років — тоді ж з'явився псевдонім Dizaster. Ім'я користувача утворений від англійського «disaster» (укр. Катастрофа) і відсилає до стереотипів в США про арабів як про терористів.

## Творчість
Кар'єру в батл-репі Dizaster почав у 2000-х роках. Виступав на американських майданчиках Basementality, Red Bull Emsee, Jump Off, Tourettes Without Regrets, LA Battlegroundz, Ground Zero, URL, GrindTime. Перші серйозні виступи відбулися у 2006 році  — тоді він став учасником батлів, що проводяться в музичному магазині Basement. Пізніше ці заходи отримали назву Basementality. Перший ролик з батлів на YouTube був викладений у 2007 році, де він на майданчику Jump Off протистояв Lush One. У 2008 році на майданчику GrindTime переміг таких опонентів, як Illmaculate, Arsonal, The Saurus і інших. Уже в ті роки було помітно вплив Емінема і Slim Shady на стиль Dizaster, в чому його постійно звинувачували. Однак з того часу він виробив власний стиль, заснований на агресивній подачі й експресивній інтонації. У 2009 році Dizaster, який виступає за американський баттл-майданчик GrindTime, піддав критиці канадську King of the Dot, звинувативши її в «крадіжці формату» GrindTime. Після цього на майданчику GrindTime відбувся батл між Dizaster і засновником King of the Dot  — Organik. Незабаром після цього популярність GrindTime пішла на спад, а Dizaster став виступати в King of the Dot.
У 2012 році, вигравши батл проти репера Canibus на майданчику King of the Dot, Dizaster став чемпіоном ліги. У 2013 році Dizaster в батлі з Arsonal не зміг відстояти свій чемпіонський титул, потім у 2014 році програв Pat Stay. У тому ж році в кінці поєдинку з Math Hoffa вдарив його і був дискваліфікований, після вчиненої ним масової бійки був змушений заплатити штраф за зламане обладнання. У 2014 році його виключили з King of the Dot на один рік. Він взяв участь в телепроєкті про реп-батли в форматі реаліті-шоу Total Slaughter, організованому за участю Емінема. Dizaster вибув на першому ж етапі шоу. У 2015 році провів реп-батл з Cassidy. Потім Dizaster почав гастролювати по світу, виступаючи проти найсильніших батл-реперів в Швеції (на The O-Zone проти Zeps і Crome),  Великій Британії (на Do not Flop проти Sensa, Unanymous, в парі з Okwerdz проти Tenchoo і Lego, в парі з Oshea проти Philly Swain і Pedro; на The Battle Lab проти Shotty Horroh),  Німеччині (на Rap Am Mittwoch проти Tierstar),  Нідерландах  (на Punchout проти Adi та Truth),  Філіппінах (на Sunugan проти Loonie),  Австралії (на Real Talk проти Dwizofoz і E. Farrell, і на Got Beef? проти Jay Legend, Manaz і Devast8r), Лівані (на The Arena проти Ed Abbas і Muhandas) і  Нової Зеландії (на 1Outs проти Skolar). Через рік після дискваліфікації повернувся в King of the Dot. Взяв участь в зніманні фільму  Джозефа Кана про реп-батли «Знаходячи форму», який продюсує Емінем і Dr. Dre.